# Estádio Zenor Pedrosa Rocha
O Estádio Zenor Pedrosa Rocha é um estádio localizado na cidade de Nova Venécia no interior do estado do Espírito Santo pertencente a Prefeitura Municipal de Nova Venécia, tendo sido inaugurado no ano de 1971 com a capacidade de 2.100 espectadores.
Atualmente, sediam jogos da Copa Norte e Copa A Gazetinha. Além do Leão de São Marcos outros clubes de Nova Venécia mandavam seus jogos no estádio, a Associação Atlética Nova Venécia e o Veneciano Futebol Clube.
O seu recorde de público não se sabe exatamente, porém a expectativa é de que foram aproximadamente 5 mil pessoas no jogo entre o Vasco da Gama de Roberto Dinamite e Nova Venécia em 18 de agosto de 1985, no qual os visitantes ganharam por 6 a 0, tendo como destaque nacionalmente o jovem Romário que marcou os dois primeiros gols da sua carreira profissional.